# Данкл, Кай-Михаэль
Кай-Михаэль Данкл (нем. Kay-Michael Dankl, род. 29 октября 1988 года, Грац, Штирия, Австрия) — австрийский политический деятель левого толка. Заместитель бургомистра Зальцбурга с 24 марта 2024 года.
Депутат ландтага земли Зальцбург (2023—2024), до этого являлся депутатом городского совета Зальцбурга (2019—2023) от коалиции KPÖ Plus во главе с Коммунистической партией Австрии и лидером молодёжной организации партии «Зелёные — Зелёная альтернатива» (2015—2017).

## Биография
Родился в Граце, но вместе с семьёй переехал в Зальцбург, где закончил начальную школу и Федеральную гимназию, а потом в американский город Тусон (штат Аризона), где окончил среднюю школу. В 2005 году вернулся в Зальцбург и поступил на исторический факультет Зальцбургского университета, где впоследствии работал ассистентом. После получения диплома прошёл службу за границей в Совете Европы в Страсбурге с августа 2013 по июль 2014 года.
По состоянию на 2023 год проживает в Зальцбурге и работает экскурсоводом в музее.

## Политическая деятельность
С 2009 по 2013 год работал в Австрийском студенческом союзе в качестве научного представителя по истории и консультанта по образовательной политике, где включился в студенческое движение. Участвовал в студенческих протестах 2009—2010 годов, с 2007 по 2012 год принимал активное участие в политических дебатах, в том числе международных. Также участвовал в ряде общественных инициатив, таких как «Платформа против правых» и «Солидарный Зальцбург». В это же время вступил в молодёжную организацию партии «Зелёные — Зелёная альтернатива». В 2015 году был избран национальным председателем «Молодых зелёных», в 2017 году также возглавил Мастерскую зелёного образования в Зальцбурге.
В марте 2017 года в результате конфликта между руководством партии и её молодёжной организацией последняя была распущена. Данкл выступил инициатором объединения молодых «зелёных» в платформу PLUS – Plattform Unabhängig & Solidarisch, которая вошла в коалицию KPÖ Plus, сформированную Коммунистической партией Австрии в ходе подготовки к парламентским выборам 2017 года. В 2018 году вошёл в состав сформированной бывшим активом «Молодых зелёных» организации «Молодые левые», близкой к КПА и вошедшей в коалицию KPÖ Plus.

## Муниципальный депутат и вице-бургомистр

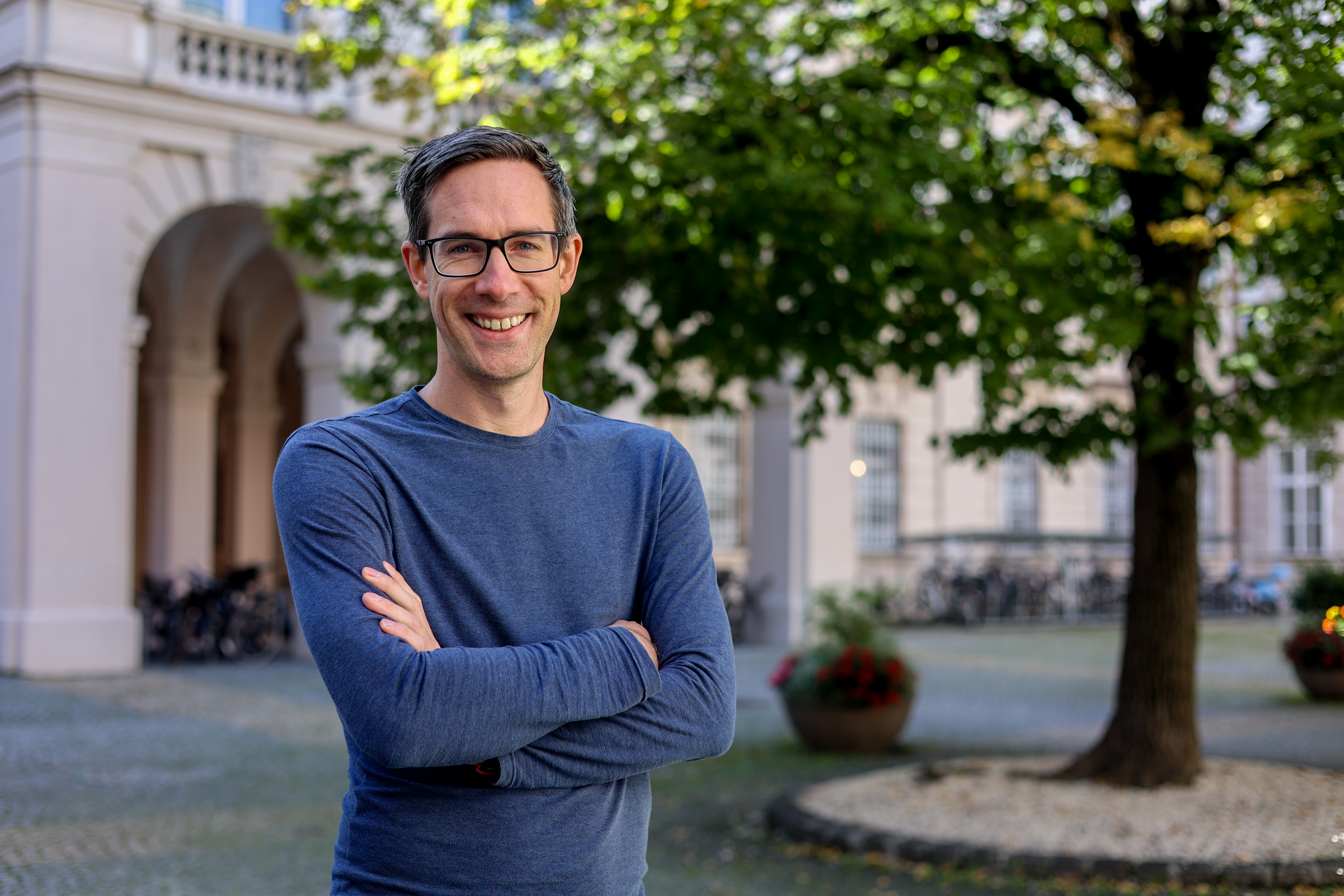
В 2023 году

На выборах в муниципальный совет Зальцбурга, состоявшихся 10 марта 2019 года, возглавил список KPÖ Plus. Коалиция смогла преодолеть проходной порог, получив 3,7 % голосов избирателей и 1 мандат. С 8 мая 2019 года по 23 апреля 2023 года — депутат муниципального совета и член его Ревизионной комиссии.
Данкл называл своим примером для подражания лидера окружной организации КПА в Граце Эльке Кар и, как и она, жертвовал большую часть своей зарплаты (в общей сложности свыше 20 000 евро с 2019 года) на социальные нужды.
На выборах в ландтаг земли Зальцбург в апреле 2023 года возглавил список KPÖ Plus, сделав темой своей предвыборной кампании обеспечение доступности жилья и введения безусловного базового дохода. По результатам выборов, KPÖ Plus в 20 раз нарастила свой результат (с 0,4 % до 11,7 %) и впервые с 1949 года прошла в ландтаг, получив 4 мандата.
На выборах в городской совет Зальцбурга в марте 2024 года список KPÖ Plus, вопреки прогнозам, получил 23,12 % и занял второе место после СДПА (25,59 %), а Данкл вышел во второй тур выборов бургомистра города, где проиграл представителю СДПА Бернарду Аунгеру. Однако результат KPÖ Plus позволил ей получить пост вице-бургомистра в городском правительстве, которым был избран Данкл. Его мандат в ландтаге был передан Маркусу Вальтеру, а фракцию коммунистов возглавила Натали Хангебль.